# Elettrotreno SATTI Y 0530
L'elettrotreno Y 0530 della SATTI, poi del GTT, era un elettrotreno ad azionamento trifase a inverter costruito da FIAT Ferroviaria e ADtranz per il servizio sulla linea Torino-Ceres.
Gli elettrotreni furono ordinati alla fine del 1994 e costruiti nel 1996-97. Entrarono in servizio regolare intorno al 2000 dopo un lungo periodo di pre-esercizio iniziato nel 1997.
Si trattava di sette treni, numerati da 001 a 007, composti di due elementi, classificati M1 e M2, accoppiati permanentemente.
Gli elettrotreni avevano il pavimento interno ribassato a 600 mm sul piano del ferro, nella zona centrale compresa fra i carrelli.
Dopo 6 anni di servizio sulla Torino-Ceres, nel 2006,in concomitanza con l'elettrificazione della ferrovia canavesana e delle olimpiadi invernali di Torino i convogli furono trasferiti tutti sulla Ferrovia Canavesana e sulla Torino-Chieri, entrambe servite dal GTT.
Il 31 dicembre 2020, con il passaggio di gestione della Ferrovia Canavesana da GTT a Trenitalia, hanno cessato la loro attività e sono stati inviati a Fossano inizialmente in attesa di manifestazioni di interesse da parte di altri operatori ferroviari. Se questo mancherà, verranno demoliti. 3 convogli sono già stati rimossi e avviati alla riduzione volumetrica, 1 è stato tagliato in 4 sezioni, mentre i restanti 3 sono ancora in sosta sui binari dello scalo della stazione di Fossano.

## Omologazione RFI
Per ottenere l'omologazione alla circolazione sulla rete RFI gli elettrotreni ETR Y0530 furono sottoposti nel corso del 2010 a una serie di interventi che produssero le seguenti varianti:
- La velocità massima fu abbassata da 130 a 120 km/h.
- Nell'impossibilità di alloggiare nelle cabine di guida gli armadi con le apparecchiature elettropneumatiche del sottosistema di bordo del Sistema Controllo Marcia Treno (SCMT), fu necessaria l'eliminazione di alcuni sedili nei compartimenti viaggiatori degli elementi M1 e M2, riducendone la rispettiva capacità a 70 (più un posto per disabile o due strapuntini) e 63 posti a sedere.
- Per eliminare la tendenza allo slittamento causata dell'elevata coppia allo spunto fu adottato il sistema di controllo antislittamento delle ruote motrici, che rese possibile l'eliminazione delle zavorre introdotte sulla versione originale per limitare l'inconveniente. In conseguenza di questo intervento e della riduzione del numero di posti le masse a vuoto e a pieno carico scesero rispettivamente da 94 a 84 e da 120 a 112 tonnellate.